# Knebworth House
La Knebworth House (La casa de Knebworth en español) es una casa nacional que se encuentra en Knebworth en Hertfordshire, Inglaterra. Actualmente la casa es considerada un lugar público donde la gente puede divertirse y hacer uso de sus instalaciones, además de que puede ser alquilada para filmar películas u organizar conciertos de música al aire libre. Actualmente está habitada por la familia Lytton.

## Historia y descripción
Residencia de la familia Lytton desde 1490, cuando Thomas Bourchier vendió la mansión a Sir Robert Lytton, Knebworth House era originalmente una casa señorial de ladrillo rojo del gótico tardío, construida alrededor de un patio central a modo de plaza abierta. En 1813-16, la casa se redujo a su ala occidental, que fue remodelada en estilo gótico Tudor por John Biagio Rebecca para la Sra. Bulwer-Lytton,y luego fue transformada en 1843-45 por Henry Edward Kendall Jr. en la actual estructura gótica Tudor.se transformó en la casa de Edward Henry Kendall, Jr, y quitó su estilo gótico.
El residente más famoso de Knebworth fue Edward Bulwer-Lytton (1803-1873), el autor, dramaturgo y estadista victoriano, que embelleció los jardines con un estilo formal italiano. El bisnieto del primer barón, Neville Lytton (1879-1951), se casó con Judith Blunt, una conocida criadora de caballos. En 1913-1914, el gran duque Miguel Románov de Rusia y su esposa morganática, Natalia Brasova, alquilaron la casa por 3.000 libras esterlinas al año.
Gran parte del interior de Knebworth House fue rediseñado por Sir Edwin Lutyens, quien se casó con Lady Emily Bulwer-Lytton (1874-1964), la cual simplificó el parterre principal. Lady Emily era hija del primer conde de Lytton, quien sirvió como virrey de la India entre 1876 y 1880. En 1907, Gertrude Jekyll dibujó un jardín de hierbas, con un diseño en forma de quincunce entrelazado, aunque no se plantó hasta 1982. Los terrenos están también abiertos al público.

## Actualidad
Los residentes actuales son Henry Lytton-Cobbold y su familia. Después de una carrera en la industria cinematográfica en Los Ángeles, deja que las productoras filmen en locaciones de la casa y los jardines. 
La casa está abierta al público junto con sus jardines y terrenos. En los terrenos hay atracciones turísticas, como un parque de aventuras y un parque de dinosaurios, y albergan diversos eventos, como por ejemplo ralis de automóviles clásicos.

## Películas filmadas en Knebworth
- The Big Sleep (1978) - La mansión del estado
- The Great Muppet Caper (1980) - Exterior de la galería de Mallory
- Sir Henry at Rawlinson End (1980) - interior y exterior
- The Shooting Party (1985) - algunas escenas
- Porterhouse Blue (1987) - exterior de la casa de Sir Cathcart D'Eath
- La guarida del gusano blanco (1988) - exterior de la casa de D'Ampton mansión
- Batman (1989) - La Mansión Wayne.
- El fantasma de Canterville - Mansión de Canterville
- Sacred Flesh (1999) -algunas escenas
- Agent Cody Banks 2: Destination London - varias escenas
- Harry Potter y el cáliz de fuego - Una escena
- Jonathan Creek - Especial de Navidad.
- Haunted Honeymoon (1986) - exterior de la casa
- El discurso del rey (2010) - algunas escenas de la fiesta
- The Scapegoat (2012) - algunas escenas
- Woman Like Me (2018) - Little Mix
- Eurovision Song Contest - The Story of Fire Saga - casa de Alexander Lemtov